# Kung Wen av Zhou
Kung Wen (周文王; Zhōu Wénwáng) var den första kungen av det kinesiska folket Zhou. Kung Wens son Kung Wu grundade 1046 f.Kr. Zhoudynastin (1046–256 f.Kr.). Kung Wen styrde Zhou från ca 1100 f.Kr. fram till sin död 1050 f.kr.. Hans personnamn var Ji Chang (姬昌).
Kung Wen var en av de tre hertigarna (三公) under Shangdynastins kung Di Xin. Kung Wens äldsta son och tronföljare dödades av kung Di Xi, så Kung Wen efterträddes vid sin död 1050 f.kr. av sin andra son Kung Wu.